# 24 Ore di Le Mans 2012
La 24 Ore di Le Mans 2012 è stata la 80ª maratona automobilistica svoltasi sul Circuit de la Sarthe di Le Mans, in Francia, e ha avuto luogo il 12 e il 17 giugno 2012. È stata il terzo appuntamento del Campionato del Mondo Endurance FIA 2012.

## Qualifiche
| Pos | N  | Squadra                   | Auto                     | Classe    | Qualifica 1 | Qualifica 2 | Qualifica 3 | Gap     | Griglia |
| --- | -- | ------------------------- | ------------------------ | --------- | ----------- | ----------- | ----------- | ------- | ------- |
| 1   | 1  | Audi Sport Team Joest     | Audi R18 e-tron quattro  | LMP1      | 3:25.453    | 3:24.997    | 3:23.787    |         | 1       |
| 2   | 3  | Audi Sport Team Joest     | Audi R18 ultra           | LMP1      | 3:26.694    | 3:24.078    | 3:27.578    | +0.291  | 2       |
| 3   | 8  | Toyota Racing             | Toyota TS030 Hybrid      | LMP1      | 3:28.295    | 3:26.151    | 3:24.842    | +1.055  | 3       |
| 4   | 2  | Audi Sport Team Joest     | Audi R18 e-tron quattro  | LMP1      | 3:26.536    | 3:26.038    | 3:25.433    | +1.646  | 4       |
| 5   | 7  | Toyota Racing             | Toyota TS030 Hybrid      | LMP1      | 3:27.191    | 3:26.502    | 3:25.488    | +1.701  | 5       |
| 6   | 4  | Audi Sport North America  | Audi R18 ultra           | LMP1      | 3:27.554    | 3:26.420    | 3:26.600    | +2.633  | 6       |
| 7   | 21 | Strakka Racing            | HPD ARX-03a-Honda        | LMP1      | 3:32.750    | 3:29.622    | 3:37.253    | +5.835  | 7       |
| 8   | 12 | Rebellion Racing          | Lola B12/60-Toyota       | LMP1      | 3:33.211    | 3:29.837    | 3:34.476    | +6.050  | 8       |
| 9   | 13 | Rebellion Racing          | Lola B12/60-Toyota       | LMP1      | 3:33.140    | 3:31.866    | 3:41.533    | +8.079  | 9       |
| 10  | 17 | Pescarolo Team            | Dome S102.5-Judd         | LMP1      | 3:34.716    | 3:34.925    | 3:33.066    | +9.279  | 10      |
| 11  | 22 | JRM                       | HPD ARX-03a-Honda        | LMP1      | 3:37.088    | No Time     | 3:35.421    | +11.634 | 11      |
| 12  | 15 | OAK Racing                | OAK Pescarolo 01-Judd    | LMP1      | 3:38.414    | 3:37.367    | 3:35.584    | +11.797 | 12      |
| 13  | 16 | Pescarolo Team            | Pescarolo 03-Judd        | LMP1      | No Time     | 3:37.485    | 3:48.716    | +13.698 | 56      |
| 14  | 25 | ADR-Delta                 | Oreca 03-Nissan          | LMP2      | 3:41.791    | 3:40.174    | 3:38.181    | +14.394 | 13      |
| 15  | 24 | OAK Racing                | Morgan LMP2-Judd         | LMP2      | 3:40.902    | 3:38.598    | 3:40.310    | +14.811 | 14      |
| 16  | 26 | Signatech-Nissan          | Oreca 03-Nissan          | LMP2      | 3:42.157    | 3:39.152    | 3:44.622    | +15.365 | 15      |
| 17  | 46 | Thiriet by TDS Racing     | Oreca 03-Nissan          | LMP2      | 3:39.252    | 3:41.975    | 3:41.990    | +15.465 | 16      |
| 18  | 49 | Pecom Racing              | Oreca 03-Nissan          | LMP2      | 3:41.916    | 3:39.711    | 3:40.292    | +15.924 | 17      |
| 19  | 48 | Murphy Prototypes         | Oreca 03-Nissan          | LMP2      | 3:39.877    | 3:40.652    | 3:42.057    | +16.090 | 18      |
| 20  | 35 | OAK Racing                | Morgan LMP2-Nissan       | LMP2      | 3:41.721    | 3:39.899    | 3:41.707    | +16.112 | 19      |
| 21  | 30 | Status Grand Prix         | Lola B12/80-Judd         | LMP2      | 3:41.451    | 3:42.518    | 3:40.280    | +16.493 | 20      |
| 22  | 44 | Starworks Motorsport      | HPD ARX-03b-Honda        | LMP2      | 3:40.639    | 3:41.863    | 3:40.471    | +16.684 | 21      |
| 23  | 45 | Boutsen Ginion Racing     | Oreca 03-Nissan          | LMP2      | 3:40.727    | 3:43.763    | 3:42.949    | +16.940 | 22      |
| 24  | 42 | Greaves Motorsport        | Zytek Z11SN-Nissan       | LMP2      | 3:42.125    | 3:40.738    | 3:43.230    | +16.951 | 23      |
| 25  | 38 | Jota Sport                | Zytek Z11SN-Nissan       | LMP2      | 3:41.287    | 3:41.428    | No Time     | +17.500 | 24      |
| 26  | 23 | Signatech-Nissan          | Oreca 03-Nissan          | LMP2      | 3:44.495    | 3:42.581    | 3:41.982    | +18.195 | 25      |
| 27  | 33 | Level 5 Motorsports       | HPD ARX-03b-Honda        | LMP2      | 3:42.224    | No Time     | 3:42.696    | +18.437 | 26      |
| 28  | 41 | Greaves Motorsport        | Zytek Z11SN-Nissan       | LMP2      | 3:47.408    | 3:43.406    | 3:42.292    | +18.505 | 27      |
| 29  | 0  | Highcroft Racing          | DeltaWing-Nissan         |           | 3:42.612    | 3:48.142    | 3:50.903    | +18.825 | 28      |
| 30  | 40 | Race Performance          | Oreca 03-Judd            | LMP2      | 3:48.124    | 3:43.619    | 3:46.200    | +19.832 | 29      |
| 31  | 31 | Lotus                     | Lola B12/80-Lotus        | LMP2      | 3:48.067    | No Time     | 3:45.664    | +21.877 | 30      |
| 32  | 28 | Gulf Racing Middle East   | Lola B12/80-Nissan       | LMP2      | 3:50.526    | 3:47.244    | 4:15.649    | +23.457 | 31      |
| 33  | 43 | Extrême Limite ARIC       | Norma MP200-Judd         | LMP2      | 3:51.012    | 3:53.560    | 3:48.025    | +24.238 | 32      |
| 34  | 59 | Luxury Racing             | Ferrari 458 GTC          | LMGTE Pro | 3:56.076    | 3:55.393    | 3:58.647    | +31.606 | 33      |
| 35  | 97 | Aston Martin Racing       | Aston Martin Vantage GTE | LMGTE Pro | 3:57.466    | 3:55.870    | 3:56.036    | +32.083 | 34      |
| 36  | 74 | Corvette Racing           | Chevrolet Corvette C6.R  | LMGTE Pro | 3:55.910    | 3:58.214    | 3:57.981    | +32.123 | 35      |
| 37  | 71 | AF Corse                  | Ferrari 458 GTC          | LMGTE Pro | 3:57.509    | 3:58.960    | 3:56.484    | +32.697 | 36      |
| 38  | 73 | Corvette Racing           | Chevrolet Corvette C6.R  | LMGTE Pro | 3:57.181    | 3:59.433    | 3:59.471    | +33.394 | 37      |
| 39  | 79 | Flying Lizard Motorsports | Porsche 997 GT3-RSR      | LMGTE Am  | 3:57.594    | 4:09.762    | 4:03.420    | +33.807 | 38      |
| 40  | 77 | Team Felbermayr-Proton    | Porsche 997 GT3-RSR      | LMGTE Pro | 3:57.648    | 3:57.606    | 4:19.147    | +33.819 | 39      |
| 41  | 75 | Prospeed Competition      | Porsche 997 GT3-RSR      | LMGTE Am  | 3:58.035    | 9:51.593    | 3:59.739    | +34.248 | 40      |
| 42  | 80 | Flying Lizard Motorsports | Porsche 997 GT3-RSR      | LMGTE Pro | 3:58.717    | 4:00.011    | 3:59.372    | +34.930 | 41      |
| 43  | 99 | Aston Martin Racing       | Aston Martin Vantage GTE | LMGTE Am  | 3:58.725    | 4:00.958    | No Time     | +34.938 | 42      |
| 44  | 58 | Luxury Racing             | Ferrari 458 GTC          | LMGTE Am  | 4:00.849    | 3:58.800    | No Time     | +35.013 | 43      |
| 45  | 29 | Gulf Racing Middle East   | Lola B12/80-Nissan       | LMP2      | 4:14.086    | No Time     | 3:58.895    | +35.108 | 44      |
| 46  | 88 | Team Felbermayr-Proton    | Porsche 997 GT3-RSR      | LMGTE Am  | 3:59.529    | 3:59.181    | 3:59.971    | +35.394 | 45      |
| 47  | 50 | Larbre Compétition        | Chevrolet Corvette C6.R  | LMGTE Am  | 3:59.192    | 4:05.426    | 4:13.459    | +35.405 | 46      |
| 48  | 66 | JMW Motorsport            | Ferrari 458 GTC          | LMGTE Pro | 4:00.883    | 3:59.638    | 4:10.192    | +35.851 | 47      |
| 49  | 51 | AF Corse                  | Ferrari 458 GTC          | LMGTE Pro | No Time     | No Time     | 4:00.025    | +36.238 | 48      |
| 50  | 81 | AF Corse                  | Ferrari 458 GTC          | LMGTE Am  | 4:04.493    | 4:00.288    | 4:00.924    | +36.501 | 49      |
| 51  | 67 | IMSA Performance Matmut   | Porsche 997 GT3-RSR      | LMGTE Am  | 4:00.332    | 4:00.829    | 4:07.180    | +36.545 | 50      |
| 52  | 61 | AF Corse-Waltrip          | Ferrari 458 GTC          | LMGTE Am  | 4:04.861    | 4:00.691    | 4:08.217    | +36.904 | 51      |
| 53  | 57 | Krohn Racing              | Ferrari 458 GTC          | LMGTE Am  | 4:04.698    | 4:04.075    | 4:02.323    | +38.536 | 52      |
| 54  | 83 | JMB Racing                | Porsche 997 GT3-RSR      | LMGTE Am  | 4:04.416    | 4:02.461    | 4:20.082    | +38.674 | 53      |
| 55  | 70 | Larbre Compétition        | Chevrolet Corvette C6.R  | LMGTE Am  | 4:03.021    | 4:02.969    | 4:09.709    | +39.182 | 54      |
| 56  | 55 | JWA-Avila                 | Porsche 997 GT3-RSR      | LMGTE Am  | 4:08.170    | 4:03.661    | 4:03.705    | +39.874 | 55      |

## Classifica Finale
| Pos    | Classe                | N  | Squadra                   | Piloti                                                             | Chassis                                 | Gomme | Giri |
| Pos    | Classe                | N  | Squadra                   | Piloti                                                             | Motore                                  | Gomme | Giri |
| ------ | --------------------- | -- | ------------------------- | ------------------------------------------------------------------ | --------------------------------------- | ----- | ---- |
| 1      | LMP1                  | 1  | Audi Sport Team Joest     | André Lotterer Marcel Fässler Benoît Tréluyer                      | Audi R18 e-tron quattro                 | M     | 378  |
| 1      | LMP1                  | 1  | Audi Sport Team Joest     | André Lotterer Marcel Fässler Benoît Tréluyer                      | Audi TDI 3.7 L Turbo V6 (Hybrid Diesel) | M     | 378  |
| 2      | LMP1                  | 2  | Audi Sport Team Joest     | Allan McNish Rinaldo Capello Tom Kristensen                        | Audi R18 e-tron quattro                 | M     | 377  |
| 2      | LMP1                  | 2  | Audi Sport Team Joest     | Allan McNish Rinaldo Capello Tom Kristensen                        | Audi TDI 3.7 L Turbo V6 (Hybrid Diesel) | M     | 377  |
| 3      | LMP1                  | 4  | Audi Sport North America  | Oliver Jarvis Marco Bonanomi Mike Rockenfeller                     | Audi R18 ultra                          | M     | 375  |
| 3      | LMP1                  | 4  | Audi Sport North America  | Oliver Jarvis Marco Bonanomi Mike Rockenfeller                     | Audi TDI 3.7 L Turbo V6 (Diesel)        | M     | 375  |
| 4      | LMP1                  | 12 | Rebellion Racing          | Nicolas Prost Nick Heidfeld Neel Jani                              | Lola B12/60                             | M     | 367  |
| 4      | LMP1                  | 12 | Rebellion Racing          | Nicolas Prost Nick Heidfeld Neel Jani                              | Toyota RV8KLM 3.4 L V8                  | M     | 367  |
| 5      | LMP1                  | 3  | Audi Sport Team Joest     | Marc Gené Romain Dumas Loïc Duval                                  | Audi R18 ultra                          | M     | 366  |
| 5      | LMP1                  | 3  | Audi Sport Team Joest     | Marc Gené Romain Dumas Loïc Duval                                  | Audi TDI 3.7 L Turbo V6 (Diesel)        | M     | 366  |
| 6      | LMP1                  | 22 | JRM                       | David Brabham Peter Dumbreck Karun Chandhok                        | HPD ARX-03a                             | M     | 357  |
| 6      | LMP1                  | 22 | JRM                       | David Brabham Peter Dumbreck Karun Chandhok                        | Honda LM-V8 3.4 L V8                    | M     | 357  |
| 7      | LMP2                  | 44 | Starworks Motorsport      | Enzo Potolicchio Ryan Dalziel Tom Kimber-Smith                     | HPD ARX-03b                             | D     | 354  |
| 7      | LMP2                  | 44 | Starworks Motorsport      | Enzo Potolicchio Ryan Dalziel Tom Kimber-Smith                     | Honda HR28TT 2.8 L Turbo V6             | D     | 354  |
| 8      | LMP2                  | 46 | Thiriet by TDS Racing     | Pierre Thiriet Mathias Beche Christophe Tinseau                    | Oreca 03                                | D     | 353  |
| 8      | LMP2                  | 46 | Thiriet by TDS Racing     | Pierre Thiriet Mathias Beche Christophe Tinseau                    | Nissan VK45DE 4.5 L V8                  | D     | 353  |
| 9      | LMP2                  | 49 | Pecom Racing              | Luís Pérez Companc Pierre Kaffer Soheil Ayari                      | Oreca 03                                | D     | 352  |
| 9      | LMP2                  | 49 | Pecom Racing              | Luís Pérez Companc Pierre Kaffer Soheil Ayari                      | Nissan VK45DE 4.5 L V8                  | D     | 352  |
| 10     | LMP2                  | 26 | Signatech-Nissan          | Pierre Ragues Nelson Panciatici Roman Rusinov                      | Oreca 03                                | D     | 351  |
| 10     | LMP2                  | 26 | Signatech-Nissan          | Pierre Ragues Nelson Panciatici Roman Rusinov                      | Nissan VK45DE 4.5 L V8                  | D     | 351  |
| 11     | LMP1                  | 13 | Rebellion Racing          | Andrea Belicchi Jeroen Bleekemolen Harold Primat                   | Lola B12/60                             | M     | 350  |
| 11     | LMP1                  | 13 | Rebellion Racing          | Andrea Belicchi Jeroen Bleekemolen Harold Primat                   | Toyota RV8KLM 3.4 L V8                  | M     | 350  |
| 12     | LMP2                  | 41 | Greaves Motorsport        | Christian Zugel Elton Julian Ricardo González                      | Zytek Z11SN                             | D     | 348  |
| 12     | LMP2                  | 41 | Greaves Motorsport        | Christian Zugel Elton Julian Ricardo González                      | Nissan VK45DE 4.5 L V8                  | D     | 348  |
| 13     | LMP2                  | 25 | ADR-Delta                 | John Martin Tor Graves Jan Charouz                                 | Oreca 03                                | D     | 346  |
| 13     | LMP2                  | 25 | ADR-Delta                 | John Martin Tor Graves Jan Charouz                                 | Nissan VK45DE 4.5 L V8                  | D     | 346  |
| 14     | LMP2                  | 35 | OAK Racing                | David Heinemeier Hansson Bas Leinders Maxime Martin                | Morgan LMP2                             | D     | 341  |
| 14     | LMP2                  | 35 | OAK Racing                | David Heinemeier Hansson Bas Leinders Maxime Martin                | Nissan VK45DE 4.5 L V8                  | D     | 341  |
| 15     | LMP2                  | 42 | Greaves Motorsport        | Alex Brundle Martin Brundle Lucas Ordóñez                          | Zytek Z11SN                             | D     | 340  |
| 15     | LMP2                  | 42 | Greaves Motorsport        | Alex Brundle Martin Brundle Lucas Ordóñez                          | Nissan VK45DE 4.5 L V8                  | D     | 340  |
| 16     | LMP2                  | 23 | Signatech-Nissan          | Jordan Tresson Franck Mailleux Olivier Lombard                     | Oreca 03                                | D     | 340  |
| 16     | LMP2                  | 23 | Signatech-Nissan          | Jordan Tresson Franck Mailleux Olivier Lombard                     | Nissan VK45DE 4.5 L V8                  | D     | 340  |
| 17     | LMGTE Pro             | 51 | AF Corse                  | Giancarlo Fisichella Gianmaria Bruni Toni Vilander                 | Ferrari 458 GTC                         | M     | 336  |
| 17     | LMGTE Pro             | 51 | AF Corse                  | Giancarlo Fisichella Gianmaria Bruni Toni Vilander                 | Ferrari 4.5 L V8                        | M     | 336  |
| 18     | LMGTE Pro             | 59 | Luxury Racing             | Frédéric Makowiecki Jaime Melo Dominik Farnbacher                  | Ferrari 458 GTC                         | M     | 333  |
| 18     | LMGTE Pro             | 59 | Luxury Racing             | Frédéric Makowiecki Jaime Melo Dominik Farnbacher                  | Ferrari 4.5 L V8                        | M     | 333  |
| 19     | LMGTE Pro             | 97 | Aston Martin Racing       | Stefan Mücke Adrián Fernández Darren Turner                        | Aston Martin Vantage GTE                | M     | 332  |
| 19     | LMGTE Pro             | 97 | Aston Martin Racing       | Stefan Mücke Adrián Fernández Darren Turner                        | Aston Martin 4.5 L V8                   | M     | 332  |
| 20     | LMGTE Am              | 50 | Larbre Compétition        | Patrick Bornhauser Julien Canal Pedro Lamy                         | Chevrolet Corvette C6.R                 | M     | 329  |
| 20     | LMGTE Am              | 50 | Larbre Compétition        | Patrick Bornhauser Julien Canal Pedro Lamy                         | Chevrolet 5.5 L V8                      | M     | 329  |
| 21     | LMGTE Am              | 67 | IMSA Performance Matmut   | Anthony Pons Nicolas Armindo Raymond Narac                         | Porsche 997 GT3-RSR                     | M     | 328  |
| 21     | LMGTE Am              | 67 | IMSA Performance Matmut   | Anthony Pons Nicolas Armindo Raymond Narac                         | Porsche 4.0 L Flat-6                    | M     | 328  |
| 22     | LMGTE Pro             | 71 | AF Corse                  | Andrea Bertolini Olivier Beretta Marco Cioci                       | Ferrari 458 GTC                         | M     | 326  |
| 22     | LMGTE Pro             | 71 | AF Corse                  | Andrea Bertolini Olivier Beretta Marco Cioci                       | Ferrari 4.5 L V8                        | M     | 326  |
| 23     | LMGTE Pro             | 73 | Corvette Racing           | Antonio García Jan Magnussen Jordan Taylor                         | Chevrolet Corvette C6.R                 | M     | 326  |
| 23     | LMGTE Pro             | 73 | Corvette Racing           | Antonio García Jan Magnussen Jordan Taylor                         | Chevrolet 5.5 L V8                      | M     | 326  |
| 24     | LMP2                  | 45 | Boutsen Ginion Racing     | Bastien Brière Shinji Nakano Jens Petersen                         | Oreca 03                                | D     | 325  |
| 24     | LMP2                  | 45 | Boutsen Ginion Racing     | Bastien Brière Shinji Nakano Jens Petersen                         | Nissan VK45DE 4.5 L V8                  | D     | 325  |
| 25     | LMGTE Am              | 57 | Krohn Racing              | Tracy Krohn Niclas Jönsson Michele Rugolo                          | Ferrari 458 GTC                         | D     | 323  |
| 25     | LMGTE Am              | 57 | Krohn Racing              | Tracy Krohn Niclas Jönsson Michele Rugolo                          | Ferrari 4.5 L V8                        | D     | 323  |
| 26     | LMP2                  | 40 | Race Performance          | Michel Frey Jonathan Hirschi Ralph Meichtry                        | Oreca 03                                | D     | 320  |
| 26     | LMP2                  | 40 | Race Performance          | Michel Frey Jonathan Hirschi Ralph Meichtry                        | Judd HK 3.6 L V8                        | D     | 320  |
| 27     | LMGTE Am              | 79 | Flying Lizard Motorsports | Seth Neiman Spencer Pumpelly Darren Law                            | Porsche 997 GT3-RSR                     | M     | 313  |
| 27     | LMGTE Am              | 79 | Flying Lizard Motorsports | Seth Neiman Spencer Pumpelly Darren Law                            | Porsche 4.0 L Flat-6                    | M     | 313  |
| 28     | LMGTE Am              | 70 | Larbre Compétition        | Christophe Bourret Pascal Gibon Jean-Philippe Belloc               | Chevrolet Corvette C6.R                 | M     | 309  |
| 28     | LMGTE Am              | 70 | Larbre Compétition        | Christophe Bourret Pascal Gibon Jean-Philippe Belloc               | Chevrolet 5.5 L V8                      | M     | 309  |
| 29     | LMP2                  | 43 | Extrême Limite ARIC       | Fabien Rosier Phillipe Haezebrouck Philippe Thirion                | Norma MP200                             | D     | 308  |
| 29     | LMP2                  | 43 | Extrême Limite ARIC       | Fabien Rosier Phillipe Haezebrouck Philippe Thirion                | Judd HK 3.6 L V8                        | D     | 308  |
| 30     | LMP1                  | 21 | Strakka Racing            | Nick Leventis Jonny Kane Danny Watts                               | HPD ARX-03a                             | M     | 303  |
| 30     | LMP1                  | 21 | Strakka Racing            | Nick Leventis Jonny Kane Danny Watts                               | Honda LM-V8 3.4 L V8                    | M     | 303  |
| 31     | LMGTE Am              | 61 | AF Corse-Waltrip          | Robert Kauffman Brian Vickers Rui Águas                            | Ferrari 458 GTC                         | M     | 294  |
| 31     | LMGTE Am              | 61 | AF Corse-Waltrip          | Robert Kauffman Brian Vickers Rui Águas                            | Ferrari 4.5 L V8                        | M     | 294  |
| 32     | LMGTE Am              | 83 | JMB Racing                | Manuel Rodrigues Philippe Illiano Alain Ferté                      | Ferrari 458 GTC                         | M     | 292  |
| 32     | LMGTE Am              | 83 | JMB Racing                | Manuel Rodrigues Philippe Illiano Alain Ferté                      | Ferrari 4.5 L V8                        | M     | 292  |
| 33     | LMGTE Am              | 55 | JWA-Avila                 | Paul Daniels Joël Camathias Markus Palttala                        | Porsche 997 GT3-RSR                     | P     | 290  |
| 33     | LMGTE Am              | 55 | JWA-Avila                 | Paul Daniels Joël Camathias Markus Palttala                        | Porsche 4.0 L Flat-6                    | P     | 290  |
| 34 NC  | LMGTE Pro             | 74 | Corvette Racing           | Oliver Gavin Richard Westbrook Tommy Milner                        | Chevrolet Corvette C6.R                 | M     | 215  |
| 34 NC  | LMGTE Pro             | 74 | Corvette Racing           | Oliver Gavin Richard Westbrook Tommy Milner                        | Chevrolet 5.5 L V8                      | M     | 215  |
| 35 NC  | LMP1                  | 17 | Pescarolo Team            | Nicolas Minassian Sébastien Bourdais Seiji Ara                     | Dome S102.5                             | M     | 203  |
| 35 NC  | LMP1                  | 17 | Pescarolo Team            | Nicolas Minassian Sébastien Bourdais Seiji Ara                     | Judd DB 3.4 L V8                        | M     | 203  |
| 36 DNF | LMP2                  | 38 | Jota Sport                | Sam Hancock Simon Dolan Haruki Kurosawa                            | Zytek Z11SN                             | D     | 271  |
| 36 DNF | LMP2                  | 38 | Jota Sport                | Sam Hancock Simon Dolan Haruki Kurosawa                            | Nissan VK45DE 4.5 L V8                  | D     | 271  |
| 37 DNF | LMP2                  | 33 | Level 5 Motorsports       | Scott Tucker Christophe Bouchut Luis Díaz                          | HPD ARX-03b                             | D     | 240  |
| 37 DNF | LMP2                  | 33 | Level 5 Motorsports       | Scott Tucker Christophe Bouchut Luis Díaz                          | Honda HR28TT 2.8 L Turbo V6             | D     | 240  |
| 38 DNF | LMP2                  | 30 | Status Grand Prix         | Alexander Sims Yelmer Buurman Romain Iannetta                      | Lola B12/80                             | D     | 239  |
| 38 DNF | LMP2                  | 30 | Status Grand Prix         | Alexander Sims Yelmer Buurman Romain Iannetta                      | Judd HK 3.6 L V8                        | D     | 239  |
| 39 DNF | LMGTE Am              | 88 | Team Felbermayr-Proton    | Christian Ried Gianluca Roda Paolo Ruberti                         | Porsche 997 GT3-RSR                     | M     | 222  |
| 39 DNF | LMGTE Am              | 88 | Team Felbermayr-Proton    | Christian Ried Gianluca Roda Paolo Ruberti                         | Porsche 4.0 L Flat-6                    | M     | 222  |
| 40 DNF | LMP1                  | 15 | OAK Racing                | Franck Montagny Dominik Kraihamer Bertrand Baguette                | OAK Pescarolo 01                        | D     | 219  |
| 40 DNF | LMP1                  | 15 | OAK Racing                | Franck Montagny Dominik Kraihamer Bertrand Baguette                | Judd DB 3.4 L V8                        | D     | 219  |
| 41 DNF | LMGTE Pro             | 66 | JMW Motorsport            | Jonny Cocker James Walker Roger Wills                              | Ferrari 458 GTC                         | D     | 204  |
| 41 DNF | LMGTE Pro             | 66 | JMW Motorsport            | Jonny Cocker James Walker Roger Wills                              | Ferrari 4.5 L V8                        | D     | 204  |
| 42 DNF | LMP2                  | 48 | Murphy Prototypes         | Jody Firth Warren Hughes Brendon Hartley                           | Oreca 03                                | D     | 196  |
| 42 DNF | LMP2                  | 48 | Murphy Prototypes         | Jody Firth Warren Hughes Brendon Hartley                           | Nissan VK45DE 4.5 L V8                  | D     | 196  |
| 43 DNF | LMGTE Pro             | 77 | Team Felbermayr-Proton    | Richard Lietz Marc Lieb Wolf Henzler                               | Porsche 997 GT3-RSR                     | M     | 185  |
| 43 DNF | LMGTE Pro             | 77 | Team Felbermayr-Proton    | Richard Lietz Marc Lieb Wolf Henzler                               | Porsche 4.0 L Flat-6                    | M     | 185  |
| 44 DNF | LMGTE Am              | 75 | Prospeed Competition      | Abd al-Aziz bin Turki bin Faysal Al Sa'ud Bret Curtis Sean Edwards | Porsche 997 GT3-RSR                     | M     | 180  |
| 44 DNF | LMGTE Am              | 75 | Prospeed Competition      | Abd al-Aziz bin Turki bin Faysal Al Sa'ud Bret Curtis Sean Edwards | Porsche 4.0 L Flat-6                    | M     | 180  |
| 45 DNF | LMP2                  | 31 | Lotus                     | Thomas Holzer Mirco Schultis Luca Moro                             | Lola B12/80                             | D     | 155  |
| 45 DNF | LMP2                  | 31 | Lotus                     | Thomas Holzer Mirco Schultis Luca Moro                             | Lotus (Judd) 3.6 L V8                   | D     | 155  |
| 46 DNF | LMGTE Am              | 58 | Luxury Racing             | Pierre Ehret Gunnar Jeannette Frankie Montecalvo                   | Ferrari 458 GTC                         | M     | 146  |
| 46 DNF | LMGTE Am              | 58 | Luxury Racing             | Pierre Ehret Gunnar Jeannette Frankie Montecalvo                   | Ferrari 4.5 L V8                        | M     | 146  |
| 47 DNF | LMP2                  | 24 | OAK Racing                | Jacques Nicolet Matthieu Lahaye Olivier Pla                        | Morgan LMP2                             | D     | 139  |
| 47 DNF | LMP2                  | 24 | OAK Racing                | Jacques Nicolet Matthieu Lahaye Olivier Pla                        | Judd HK 3.6 L V8                        | D     | 139  |
| 48 DNF | LMP1                  | 7  | Toyota Racing             | Alexander Wurz Kazuki Nakajima Nicolas Lapierre                    | Toyota TS030 Hybrid                     | M     | 134  |
| 48 DNF | LMP1                  | 7  | Toyota Racing             | Alexander Wurz Kazuki Nakajima Nicolas Lapierre                    | Toyota 3.4 L V8 (Hybrid)                | M     | 134  |
| 49 DNF | LMGTE Pro             | 80 | Flying Lizard Motorsports | Jörg Bergmeister Marco Holzer Patrick Long                         | Porsche 997 GT3-RSR                     | M     | 114  |
| 49 DNF | LMGTE Pro             | 80 | Flying Lizard Motorsports | Jörg Bergmeister Marco Holzer Patrick Long                         | Porsche 4.0 L Flat-6                    | M     | 114  |
| 50 DNF | LMP2                  | 28 | Gulf Racing Middle East   | Fabien Giroix Ludovic Badey Stefan Johansson                       | Lola B12/80                             | D     | 92   |
| 50 DNF | LMP2                  | 28 | Gulf Racing Middle East   | Fabien Giroix Ludovic Badey Stefan Johansson                       | Nissan VK45DE 4.5 L V8                  | D     | 92   |
| 51 DNF | LMP1                  | 8  | Toyota Racing             | Anthony Davidson Sébastien Buemi Stéphane Sarrazin                 | Toyota TS030 Hybrid                     | M     | 82   |
| 51 DNF | LMP1                  | 8  | Toyota Racing             | Anthony Davidson Sébastien Buemi Stéphane Sarrazin                 | Toyota 3.4 L V8 (Hybrid)                | M     | 82   |
| 52 DNF |                       | 0  | Highcroft Racing          | Marino Franchitti Michael Krumm Satoshi Motoyama                   | DeltaWing                               | M     | 75   |
| 52 DNF | Nissan 1.6 L Turbo I4 | 0  | Highcroft Racing          | Marino Franchitti Michael Krumm Satoshi Motoyama                   |                                         | M     | 75   |
| 53 DNF | LMGTE Am              | 81 | AF Corse                  | Piergiuseppe Perazzini Niki Cadei Matt Griffin                     | Ferrari 458 GTC                         | M     | 70   |
| 53 DNF | LMGTE Am              | 81 | AF Corse                  | Piergiuseppe Perazzini Niki Cadei Matt Griffin                     | Ferrari 4.5 L V8                        | M     | 70   |
| 54 DNF | LMGTE Am              | 99 | Aston Martin Racing       | Christoffer Nygaard Kristian Poulsen Allan Simonsen                | Aston Martin Vantage GTE                | M     | 31   |
| 54 DNF | LMGTE Am              | 99 | Aston Martin Racing       | Christoffer Nygaard Kristian Poulsen Allan Simonsen                | Aston Martin 4.5 L V8                   | M     | 31   |
| 55 DNF | LMP1                  | 16 | Pescarolo Team            | Emmanuel Collard Stuart Hall                                       | Pescarolo 03                            | M     | 20   |
| 55 DNF | LMP1                  | 16 | Pescarolo Team            | Emmanuel Collard Stuart Hall                                       | Judd DB 3.4 L V8                        | M     | 20   |
| 56 DNF | LMP2                  | 29 | Gulf Racing Middle East   | Keiko Ihara Jean-Denis Délétraz Marc Rostan                        | Lola B12/80                             | D     | 17   |
| 56 DNF | LMP2                  | 29 | Gulf Racing Middle East   | Keiko Ihara Jean-Denis Délétraz Marc Rostan                        | Nissan VK45DE 4.5 L V8                  | D     | 17   |